# Маккейб, Брайан
Брайан Маккейб (англ. Bryan McCabe; 8 июня 1975, Сент-Катаринс, Канада) — профессиональный канадский хоккеист. Амплуа — защитник.
На драфте НХЛ 1993 года был выбран во 2 раунде под общим 40 номером командой «Нью-Йорк Айлендерс». 6 февраля 1998 года обменян в «Ванкувер Кэнакс». 26 июня 1999 года обменян в «Чикаго Блэкхокс». 2 октября 2000 года обменян в «Торонто Мейпл Лифс». Объявил о завершении карьеры в феврале 2012 года.

## Достижения
- Победитель Молодёжного чемпионат мира (1994, 1995)
- Победитель Чемпионат мира (1997)

## Статистика
```
                                            --- Regular Season ---  ---- Playoffs ----
Season   Team                        Lge    GP    G    A  Pts  PIM  GP   G   A Pts PIM
--------------------------------------------------------------------------------------
1990-91  Calgary Canucks             AMHL   33   14   34   48   55
1991-92  Medicine Hat Tigers         WHL    68    6   24   30  177   4   0   0   0   6
1992-93  Medicine Hat Tigers         WHL    14    0   13   13   83  --  --  --  --  --
1992-93  Spokane Chiefs              WHL    46    3   44   47  134  10   1   5   6  28
1993-94  Spokane Chiefs              WHL    64   22   62   84  218   3   0   4   4   4
1994-95  Spokane Chiefs              WHL    42   14   39   53  115  --  --  --  --  --
1994-95  Brandon Wheat Kings         WHL    20    6   10   16   38  18   4  13  17  59
1995-96  New York Islanders          NHL    82    7   16   23  156  --  --  --  --  --
1996-97  New York Islanders          NHL    82    8   20   28  165  --  --  --  --  --
1997-98  New York Islanders          NHL    56    3    9   12  145  --  --  --  --  --
1997-98  Vancouver Canucks           NHL    26    1   11   12   64  --  --  --  --  --
1998-99  Vancouver Canucks           NHL    69    7   14   21  120  --  --  --  --  --
1999-00  Chicago Blackhawks          NHL    79    6   19   25  139  --  --  --  --  --
2000-01  Toronto Maple Leafs         NHL    82    5   24   29  123  11   2   3   5  16
2001-02  Toronto Maple Leafs         NHL    82   17   26   43  129  20   5   5  10  30
2002-03  Toronto Maple Leafs         NHL    75    6   18   24  135   7   0   3   3  10
2003-04  Toronto Maple Leafs         NHL    75   16   37   53   86  13   3   5   8  14
2004-05  HV71 Jonkoping              SEL    10    1    0    1   30  --  --  --  --  --
2005-06  Toronto Maple Leafs         NHL    73   19   49   68  116  --  --  --  --  --
2006-07  Toronto Maple Leafs         NHL    82   15   42   57  115  --  --  --  --  --
2007-08  Toronto Maple Leafs         NHL    54    5   18   23   81  --  --  --  --  --
2008-09  Florida Panthers            NHL    69   15   24   39   41  --  --  --  --  --
2009-10  Florida Panthers            NHL    82    8   35   43   83  --  --  --  --  --
2010-11  Florida Panthers            NHL    48    5   17   22   28  --  --  --  --  --
2010-11  New York Rangers            NHL    19    2    4    6    6   5   0   2   2  14
--------------------------------------------------------------------------------------
         NHL Totals                       1135  145  383  528 1732  56  10  18  28  84

```